# Fiebre bovina por garrapatas
La fiebre por garrapatas es una enfermedad febril de los rumiantes domésticos y salvajes, que ha sido descrita en el Reino Unido, Irlanda, Noruega, Finlandia, Holanda, Austria, Suiza, India y Sudáfrica, causada por Anaplasma phagocytophilum biovar phagocytophilum y transmitida por garrapatas.

## Etiología
El agente causal, A. phagocytophilum (antes Ehrlichia phagocytophilia), pasó recientemente junto con E. equi y la erliquia granulocítica humana EGH, a incluirse en el Género Anaplasma, Familia Ehrlichiaceae, Orden Rickettsiales, Clase Alphaproteobacteria, Phylum BXII Proteobacteria del último Manual Bergey.
Dadas las diferencias genotípicas y fenotípicas asociadas, como espectro de hospedadores, distribución geográfica y virulencia, se reconocen tres biovares, que se denominan Anaplasma phagocytophilum biovar phagocytophilum, A. ph. biovar equi y A. ph. biovar EGH.
Anaplasma phagocytophilum se presenta como pequeños cocobacilos Gram- cocoides a elipsoidales, que infectan sobre todo neutrófilos y algo menos eosinófilos y mononucleares. En los frotis sanguíneos teñidos por Giemsa se observan cuerpos de inclusión intracitoplasmáticos o mórulas azul grisáceas de 1,5 a 6 μm, que pueden contener partículas ricketsiales de diversas formas y tamaños dentro de vacuolas citoplásmicas.
Es cultivable en células embrionarias de garrapata y la línea HL-60 humana de promielocitos leucémicos.

## Epidemiología
- Los hospedadores de mantenimiento (reservorio) de la infección son los animales que presentan altas prevalencias en ausencia de mortalidad. Dentro de ellos tenemos el ratón, diversas especies de aves, el ciervo y el alce. Hoy por hoy, el ciervo es el principal responsable de la emergencia de esta enfermedad en Europa debido al importante incremento de sus poblaciones y a la convivencia estrecha de esta especie con los animales domésticos y los humanos.

- La infección se transmite en cada zona por la picadura de especies concretas de garrapatas. En concreto en España Dermatocentor marginatus, Rhipicephalus bursa, y en menor medida Ixodes ricinus; Ixodes ricinus e Ixodes persulcatus en el resto de Europa; Ixodes rubicundus en Sudáfrica y en la India, Rhipicephalus haemaphysaloides. En las garrapatas infectadas la infección puede pervivir durante largos periodos, produciéndose frecuentemente infecciones mixtas entre distintas especies de Anaplasma.

- Como especies sensibles pueden actuar un gran número de especies animales que son las que van padecer la enfermedad clínica. Los animales domésticos más afectados son los bovinos, ovinos, équidos y perros. El hombre también puede verse afectado padeciendo la conocida como Erlichiosis granulocítca humana.

## Patogenia
Anaplasma phagocytophilum es una bacteria intracelular que ha desarrollado diversos mecanismos patogénicos que la facultan para resistir la fagocitosis y pervivir intracelularmente el tiempo suficiente para facilitar su transmisión a otros animales.
Dentro de estos mecanismos tenemos los siguientes
- Ausencia en su cromosoma de los genes encargados de la síntesis del LPS y de los peptidoglicanos de la pared celular. Estas moléculas se unen específicamente a los receptores presentes en los macrófagos y en ausencia de las cuales esta unión no se verifica, por lo que el macrófago no puede actuar. Esta carencia confiere además una cierta elasticidad a la bacteria al facilitar su empaquetamiento en el interior de los macrófagos.
- Anaplasma phagocytophilum impide la fusión del fagosoma con el lisosoma no permitiendo por tanto la actuación de los enzimas líticos.
- Anaplasma phagocytophilum bloquea los mecanismos oxidativos presentes en los neutrófilos que inactivan las bacterias.
- Anaplasma phagocytophilum inhibe la apoptosis celular por lo que tiene mayor tiempo para multiplicarse y alcanzar la fase de mórula con lo que asegura su transmisión a otros animales.

## Clínica
Es una enfermedad que la padecen sobre todo los animales jóvenes nacidos en las áreas infestadas de garrapatas o en adultos recién introducidos en las mismas.
Tras un período de incubación que suele oscilar entre 5 y 14 días, los animales desarrollan síntomas generales inespecíficos (fiebre, apatía, depresión, obnubilación, pérdida de apetito y disminución de todas las producciones) acompañados de sintomatología respiratoria (tos, disnea y taquipnea).
Las ovejas y las vacas introducidas en los pastos infectados de garrapatas al final de gestación, pueden abortar de 2 a 8 días después de comenzar la fiebre.
Es muy característico que a lo largo del proceso se instaure una profunda inmunodepresión que facilite el establecimiento de infecciones secundarias. 
La infección rara vez es fatal, recuperándose el animal transcurridas un par de semanas desde el comienzo de la enfermedad.

## Lesiones
La enfermedad se caracteriza por cambios hematológicos claros aunque transitorios. De 2 a 4 días después de la infección se produce ligera neutrofilia, seguida por graves linfocitopenia, que afecta por igual a linfocitos B y T, y dura de 4 a 6 días, y neutropenia, de desarrollo más lento y que crece hasta el 10º día. Los eosinófilos circulantes también descienden hasta dos semanas. La trombocitopenia se extiende a todo el período febril, y no son raros los cuadros hemorrágicos asociados. Después del período febril hay monocitosis.
En el punto culminante de la enfermedad > 90% de los neutrófilos y eosinófilos circulantes están infectados. Los granulocitos mantienen la bacteriemia la mayor parte del tiempo en tanto son los monocitos los que lo hacen hacia el final de la infección.

## Diagnóstico
- Clínico-epidemiológico-lesional, basado en la asociación de fiebre alta repentina, abortos o nacimientos prematuros, descensos bruscos de producción y cuadros neumónicos o piémicos con la introducción del ganado en pastos infestados con garrapatas en época de primavera o verano. Leucopenia y trombocitopenia refuerzan la hipótesis.
- Bacteriológico: basado en la presencia de cuerpos de inclusión en los granulocitos.
- Serológico: demostrando seroconversión por IFI.

## Lucha
- Control de garrapatas: el acceso a las garrapatas se puede reducir manteniendo el ganado susceptible en pastos no infestados, especialmente las hembras gestantes, o bien mediante el uso de acaricidas sobre los propios animales, en baños o aspersión, una vez han alcanzado suficiente tamaño y longitud de pelo o vellón para que el efecto sea duradero. Obviamente las ivermectinas son también una posibilidad atractiva.
- Inmunización: aunque no se han conseguido vacunas eficaces, vacuno y ovino adquieren inmunidad tras pasar la enfermedad clínica. La inmunidad dura varios meses y declina pronto si no se reestimula, pero siempre mantiene una eficacia residual, de modo que las reinfecciones son más benignas y la inmunidad residual más duradera. Por ello una práctica utilizada cuando las condiciones lo permiten es infectar los animales y tratarlos con tetraciclina al comenzar la fiebre, lo que permite que el agente se multiplique lo bastante para lograr una inmunidad eficaz evitando los riesgos de una infección incontrolada.
- Tratamiento: las tetraciclinas son muy eficaces curativa y preventivamente, tanto en las formulaciones de larga duración como en las de acción breve. Puede usarse también la sulfametacina.

## Aspectos zoonósicos
A. phagocytophilum biovar EGH produce una zoonosis que ha sido descrita como ehrlichiosis granulocítica humana en 13 estados EE. UU., en Eslovenia, Holanda y Suecia, y se ha hallado seroprevalencia en Francia, Suiza, UK, Alemania, Italia, Portugal, Dinamarca y Noruega. La infección puede ser subclínica o presentarse como un cuadro gripal leucopénico y trombopénico, a veces mortal por miocarditis o neumonías secundarias.
Los reservorios son diversos roedores y cérvidos, y los vectores las garrapatas Ixodes. La infección más habitual es por picadura de garrapatas, pero también se ha registrado por contacto con canales infectadas y quizá por transfusión. Como los mismos reservorios y vectores albergan la E. de Lyme, se han dado casos muy graves de infección mixta.